# 1975 au Manitoba
Chronologie du Manitoba
- 1971
- 1972
- 1973
- 1974
- 1975
- 1976
- 1977
- 1978
- 1979

Cette page concerne des événements d'actualité qui se sont produits durant l'année 1975 dans la province canadienne du Manitoba.

## Politique
- Premier ministre : Edward Schreyer
- Chef de l'Opposition :
- Lieutenant-gouverneur : William J. McKeag
- Législature :

## Naissances
- 11 janvier : Venetian Snares, né à Winnipeg, est un compositeur et disc-jockey canadien de musique électronique. Connu pour ses musiques composées de mesures irrégulières (principalement 7/4), Funk se popularise au fil du temps dans de nombreux labels incluant History of the Future, Isolate/DySLeXiC ResPonSe, Addict, Zod, Distort, Sublight, Low-Res, Planet Mu et Hymen. Venetian Snares collabore également à de nombreuses reprises avec des artistes comme Bong-Ra (qui a remixé quatre titres de Rossz Csillag Alatt Született[1]), Doormouse[2], ou encore Speedranch (pour un album mélangeant noisecore et speedcore, Making Orange Things).

- 2 juin : Jill Officer est une curleuse canadienne née à Winnipeg. Elle a remporté la médaille d'or du tournoi féminin aux Jeux olympiques d'hiver de 2014 à Sotchi, en Russie.

## Décès
- 11 septembre : Fred « Steamer » Maxwell (né à Winnipeg - mort le 11 septembre 1975 à Winnipeg, dans la province du Manitoba, au Canada) est un joueur canadien de hockey sur glace qui évoluait en Amérique du Nord au début du XXe siècle.